# Standedge-Tunnels

Verlauf der Standedge-Tunnels

Die Standedge-Tunnels (Standedge Tunnels [ˈstænɪd͡ʒˌtʌnɫ̩s]) unterqueren den Gebirgszug der Pennines im nördlichen England in der Nähe der 457 m ASL hohen Erhebung Standedge auf dem Hauptkamm. Der etwa fünf Kilometer lange Verkehrsweg nordöstlich der Stadt Manchester umfasst heute vier separate, parallel verlaufende, miteinander durch Stollen verbundene Tunnel, von West nach Ost:
- einen zweigleisigen normalspurigen Eisenbahntunnel
- den Scheiteltunnel des Huddersfield-Narrow-Kanals
- zwei eingleisige normalspurige Eisenbahntunnel.

Die zwei eingleisigen Eisenbahntunnel sind nicht in Betrieb, aber baulich noch vorhanden. Der Kanaltunnel ist der längste und höchstgelegene im Vereinigten Königreich. Die nördlichen Tunnelportale liegen bei Marsden, die südlichen in der Nähe des zu Saddleworth gehörenden Dorfes Diggle.

## Geschichte

### Kanaltunnel
Der erste Tunnel unter dem Standedge war der von der Huddersfield Canal Company gebaute Kanaltunnel. Der 5029 Meter lange Tunnel liegt 196 Meter über dem Meeresspiegel, die Geländeüberdeckung misst maximal 194 Meter. Entworfen wurde er von Benjamin Outram, dem leitenden Ingenieur der Huddersfield Canal Company.
Die Bauarbeiten begannen 1795 und erwiesen sich als langwierig. 1798 war der offene Kanal bis an beide Tunnelportale fertiggestellt, doch vom Tunnel waren selbst ein Jahr danach erst 910 Meter ausgebrochen. Deshalb wurden Handelswaren vorläufig auf Pferdefuhrwerke umgeladen und über das Gebirge gefahren. 1799 verwüstete eine Überschwemmung über 25 km des Kanals und stellte die Finanzierung des Tunnelbaus in Frage. Die Huddersfield Canal Company musste neues Geld bei den Aktionären aufnehmen, um die Schäden zu reparieren. Nachdem die Gesellschaft einen neuen Vermesser eingestellt hatte, verließ Outram 1801 das Projekt, ohne dass seine Stelle neu besetzt worden wäre.
Zum Erlangen der nötigen Sachkenntnis über den Betrieb des Tunnels besuchte eine Kommission 1804 den Harecastle-Tunnel, den Butterley-Tunnel und den Norwood-Tunnel. Sie schlug den Bau eines Treidelpfades durch den Tunnel vor, was als nicht mehr finanzierbar verworfen wurde: Zu viel Mittel wurden schon für die zusätzlichen Arbeiten und zur Deckung der durch die Bauverzögerung entstehenden Kosten aufgewendet. 1806 musste wieder neues Geld aufgenommen werden. Die Huddersfield Canal Company erhielt das Recht, eine zusätzliche Gebühr für die Nutzung des Tunnels zu erheben.
1807 wurde Thomas Telford zur Beratung herangezogen, mit seiner Hilfe wurde das aufwendige Bauwerk vollendet. Am 9. Juni 1809 war der Tunnel durchschlagen, doch gab es erneut einen Rückschlag, als am 29. November 1810 der Staudamm des Diggle-Moss-Reservoirs brach, das die Wasserversorgung des Scheiteltunnels sicherstellte. Am 26. März 1811 wurde der Tunnel als fertiggestellt erklärt und am 4. April 1811 feierlich eröffnet. Die Baukosten waren auf 160.000 Pfund angewachsen, was den Tunnel zum teuersten Kanaltunnel Englands machte.
Der Kanaltunnel war für die Passage eines Narrowboats ohne Gegenverkehr ausgelegt. Da im Tunnel aus Kostengründen kein Treidelpfad verlief, wurden die ansonsten für den Zug der Boote eingesetzten Pferde über den Berg geführt und die Boote mit menschlicher Kraft durch den Tunnel bewegt. Das Verfahren wurde als Legging (wörtlich „Beinung“) bezeichnet: Die Legger legten sich mit dem Oberkörper so auf oder in das Boot, dass ihre Füße die Tunnelwandung erreichten, und schoben das Boot dann durch Laufbewegungen vorwärts. Die Passage eines leeren Bootes benötigte etwa 80 Minuten, die eines voll beladenen drei Stunden.
Der Kanal ist mit vier Ausweichstellen versehen, an denen Boote einander begegnen können. Mit zunehmendem Verkehr kam es immer wieder zu Streitereien darüber, welches Schiff bei einer Begegnung zur letzten Ausweichstelle zurückkehren musste, weshalb die Kanalgesellschaft schließlich festlegte, dass die Boote nur von ihren eigenen Leggern durch den Tunnel geführt werden durften. Der Verkehr wurde abwechselnd vier Stunden pro Richtung freigegeben, so dass kein Gegenverkehr mehr auftrat. Dafür mussten längere Wartezeiten vor der Einfahrt in Kauf genommen werden. Nach der Einfahrt des letzten Bootes in einer Richtung wurde jeweils das Gitter am Eingang des Tunnels verschlossen, und der Tunnelwächter ging mit den Treidelpferden der Boote über den Berg zum anderen Tunnelportal, um dort die Ausfahrt zu öffnen.
1848 wurde ein flexibleres System eingeführt, bei dem das letzte Boot jedes Konvois mit einem Dokument und zusätzlich einer roten Lampe markiert wurde, so dass der Tunnelwächter am anderen Portal nach Passage dieses Bootes die in Gegenrichtung wartenden Boote unverzüglich einfahren lassen konnte.
Der Tunnel besitzt vier Lüftungsschächte, die während des Baus auch zum Materialabtransport genutzt wurden. Sie befinden sich bei Pule , Flint Pit , Redbrook  und Cote Pit .
Mit dem Aufkommen des Bahnverkehrs schwand die wirtschaftliche Bedeutung des Kanaltunnels. Nach der letzten kommerziellen Durchfahrt 1921 wurde er 1944 offiziell geschlossen, diente jedoch noch der Wasserwirtschaft. 1948 wurde er noch einmal von Liebhabern in voller Länge befahren, dann war er über 50 Jahre lang dem Verfall preisgegeben.

### Eisenbahntunnel
Im Jahr 1846 wurde der Kanal von der Huddersfield and Manchester Railway erworben, welche ihrerseits 1847 von der London and North Western Railway übernommen wurde. Die Eisenbahngesellschaft begann mit dem Bau eines eingleisigen Tunnels. Die Arbeiten wurden durch viele Querstollen und vier größere Quertunnel zum Kanaltunnel erheblich vereinfacht und beschleunigt, da das ausgebrochene Material auf dem Wasserweg abtransportiert werden konnte. Als der Tunnel 1848 vollendet war, hatte er 201.608 Pfund verschlungen und war mit 4803 Meter Länge der längste Eisenbahntunnel Englands. Dieser Rekord wurde erst gebrochen, als 1886 der mehr als zwei Kilometer längere Severn-Tunnel eröffnet wurde.
Die eingleisige Tunnelröhre erwies sich bald als Flaschenhals, daher wurde ein paralleler zweiter Tunnel südöstlich des ersten in Angriff genommen und 1871 fertiggestellt. Seine Baukosten betrugen 121.500 Pfund.
Wegen weiter wachsenden Verkehrs wurde eine dritte Bahntunnelröhre gebaut und 1894 in Betrieb genommen, die zweigleisig ausgeführt ist. Diese verläuft vollständig nördlich des Kanaltunnels, so dass der Streckenanschluss vor beiden Portalen über den dort bereits vertunnelten, aber nur knapp überdeckten Kanaltunnel verschwenkt wurde, was eine Verstärkung von dessen Decke erforderlich machte. Die Länge des zweigleisigen Tunnels beträgt 4806 Meter. Mit ihm wurden bei Brunn Clough , Redbrook  und Flint Pit  zusätzliche Lüftungsschächte gebaut.
1963 wurde die viergleisige Strecke im Rahmen der Beeching-Axt, eines Programms zur Verschlankung des Eisenbahnnetzes, zwischen Huddersfield und Stalybridge auf zwei Gleise zurückgebaut. Dabei wurden die beiden älteren Eisenbahntunnel stillgelegt und die Station Diggle aufgehoben.

## Heutige Nutzung

### Kanaltunnel
Nach über 50 Jahren Verfall wurde der Kanaltunnel mit einem Aufwand von fünf Millionen Pfund wiederhergestellt. Es musste der Schlamm am Boden des Tunnels entfernt werden, der Mörtel des Mauerwerks ausgebessert werden, mit Gebirgsankern loses Gestein stabilisiert werden und einige Abschnitte mit Spritzbeton behandelt werden. Das renovierte Bauwerk wurde 2001 eröffnet und kann von Freizeitbooten nach Anmeldung durchfahren werden. Der ursprüngliche Betreiber, British Waterways, übergab zum 2. Juli 2012 den Betrieb an die gemeinnützige Stiftung Canal & River Trust.
Der Tunnel ist eng. Die Boote dürfen maximal 6′10″ (2,05 m) Breite, 3′3″ (1 m) Tiefgang und in der Mitte 6′2″ (1,88 m) Höhe über der Wasserlinie aufweisen.
Anfänglich wurden Freizeitboote im Tunnel ausschließlich von einem Elektroboot geschleppt, wobei jeweils Schleppverbände mit bis zu vier Booten zusammengestellt wurden. Zwischen den Booten wurde zur Kollisionsvermeidung ein schwimmender Abstandhalter angebracht. Seit 2009 dürfen Freizeitboote unter Führung eines vom Betreiber gestellten Lotsen den Tunnel auch unter eigener Kraft befahren. Zwischen motorbetriebenen Booten wird ein Abstand von 45 Minuten eingehalten, um eine ausreichende Entlüftung der Abgase zu gewährleisten. Je nach Verkehrslage werden auch Durchfahrten auf traditionelle Weise per Legging gestattet.
Am Nordportal bei der Siedlung Tunnel End wurde ein Touristenzentrum und eine Ausstellung im ehemaligen Kanalpackhaus eingerichtet. Das Gebäude diente bis zur Fertigstellung des Tunnels dem Umladen von Waren auf Pferdegespanne. Von hier aus werden Besichtigungsfahrten mit dem Elektroboot angeboten.

### Eisenbahntunnel
Derzeit wird nur der neueste, zweigleisige Tunnel betrieben. Die beiden älteren Röhren sind jedoch noch nutzbar. Die älteste wurde für eine Befahrung durch Rettungsfahrzeuge eingerichtet und dient über die noch vorhandenen Quertunnel als Notausgang. Für den Ausbau des Eisenbahnnetzes in Nordengland ist eine Wiederinbetriebnahme der stillgelegten Tunnel im Gespräch.

## Bilder

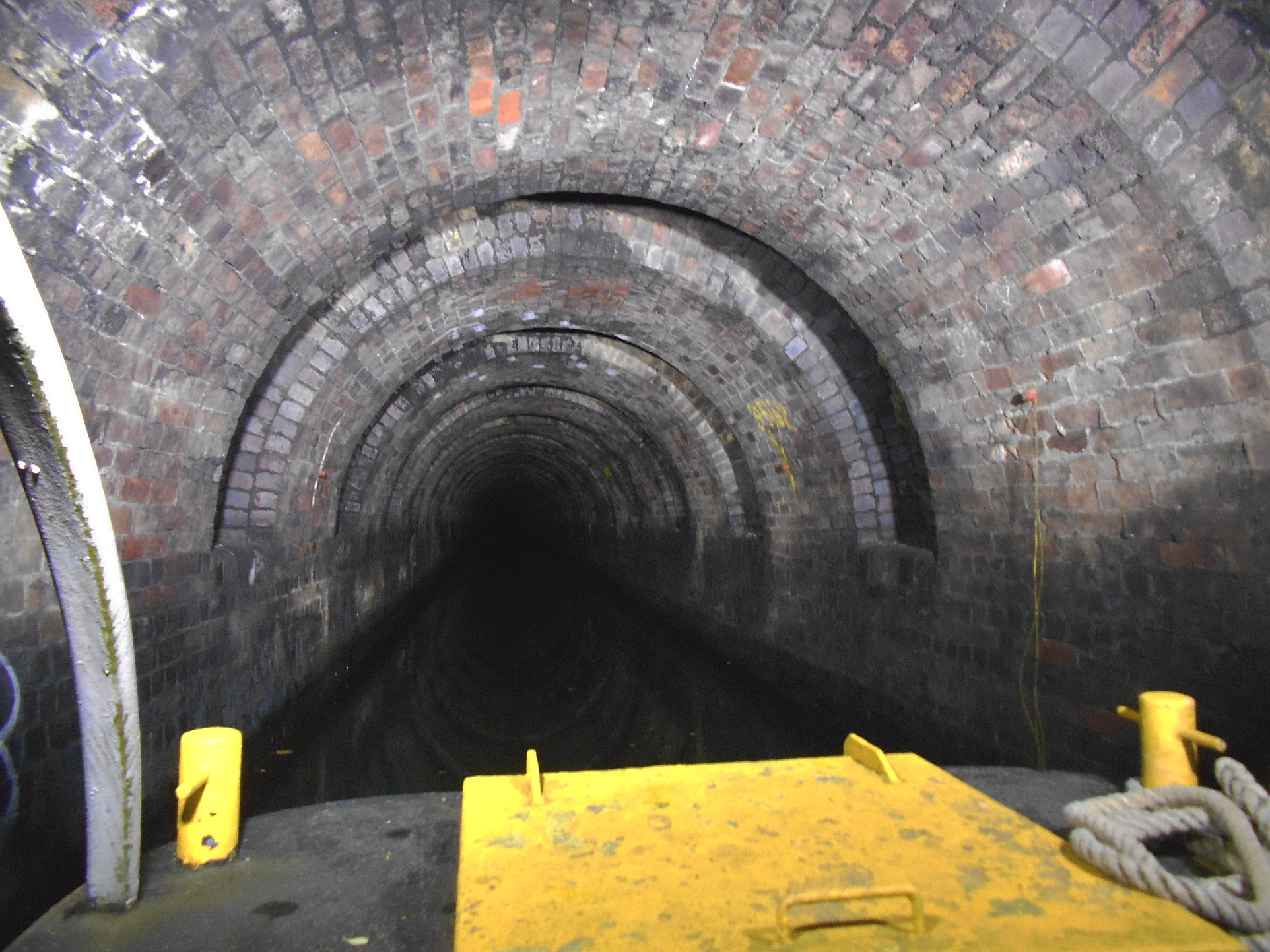
Im Kanaltunnel
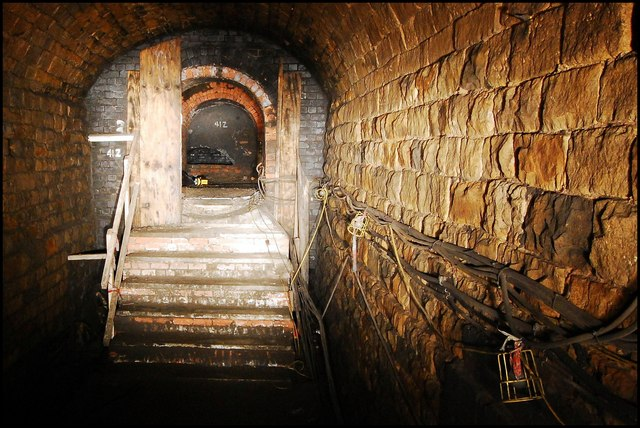
Einer der vier Quertunnel, welche alle Standedge-Tunnel-Röhren miteinander verbinden.
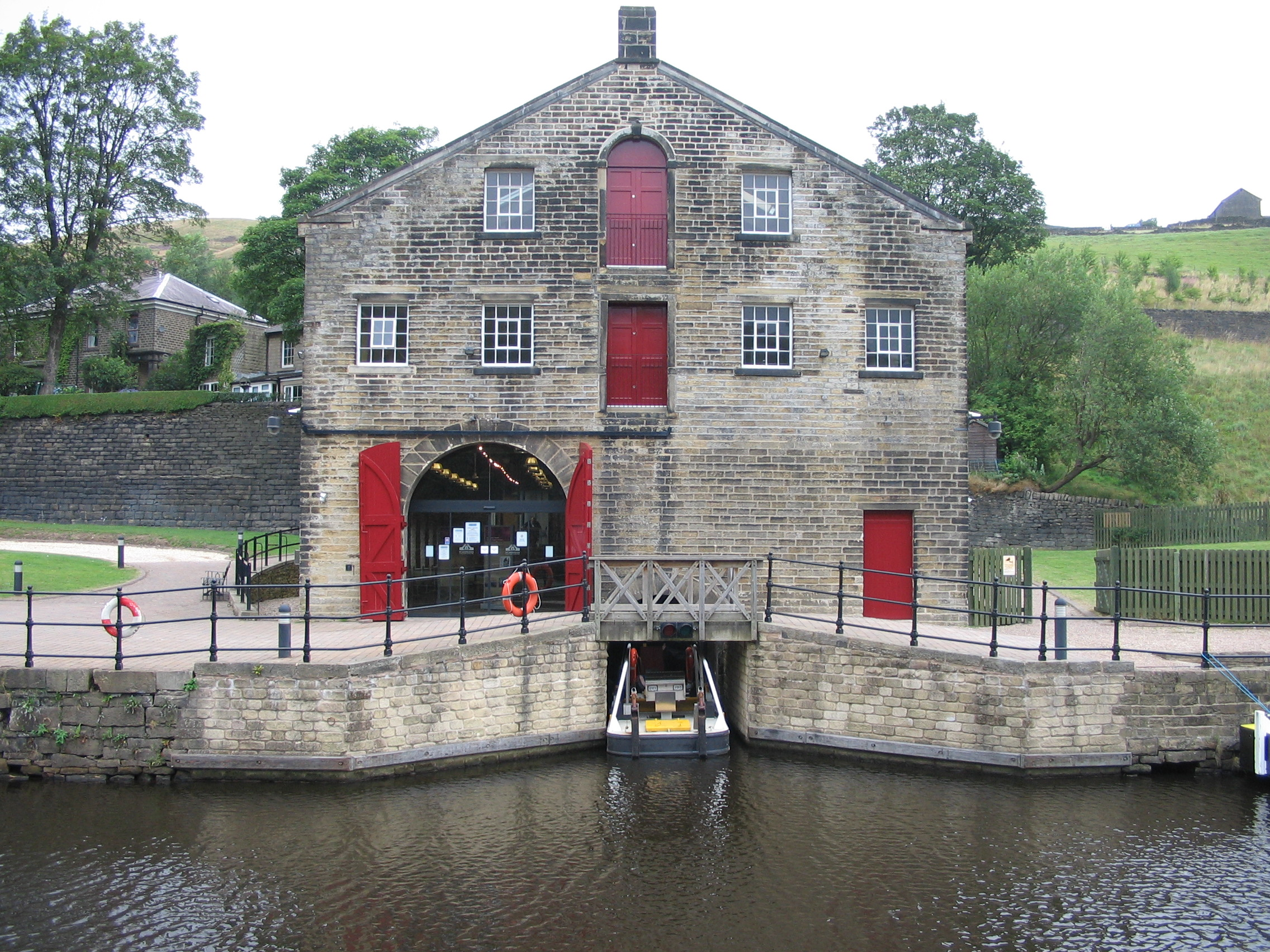
Besucherzentrum am Nordportal

## Romaninspiration
- Chris McGeorge: Der Tunnel – Nur einer kommt zurück, Knaur Verlag, München 2020, ISBN 978-3-426-22709-1.